# Anaconda (Montana)
Pour les articles homonymes, voir Anaconda (homonymie).
La ville américaine d’Anaconda est le siège du comté de Deer Lodge, dans l'État du Montana. Lors du recensement de 2010, sa population s’élevait à 9 328 habitants, ce qui en fait la neuvième ville de l’État.
La localités doit son nom à la multinationale américaine du cuivre, l'Anaconda Copper, qui exploitait, au début du XXe siècle, le gisement de cuivre argentifère de la colline de Butte.